# 托羅湖
51°14′S 72°45′W / 51.233°S 72.750°W

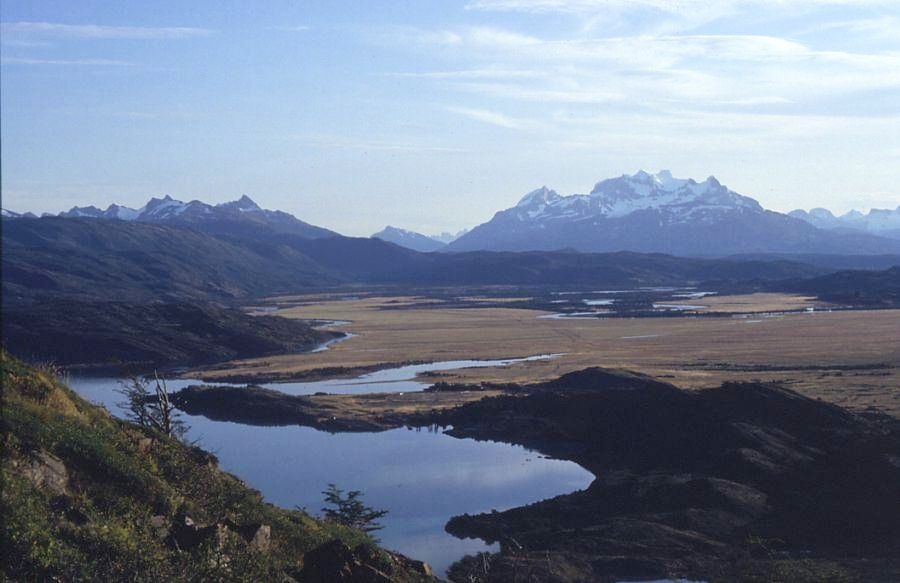

托羅湖是智利的湖泊，位於該國南部，由麥哲倫-智利南極大區負責管轄，面積202平方公里，海拔高度50米，最大水深300米，該湖東部有一座島嶼。